# Ingrid Tanqueray
Ingrid Tanqueray, née le 25 août 1988 à Caen (Calvados), est une joueuse française de basket-ball. Elle joue au poste de meneuse.

## Biographie
Elle débute le basketball à l’âge de 5 ans à l’AJS Ouistreham dans le Calvados (14) et rejoint ensuite le club professionnel de Mondeville en 2004. 
Après plusieurs saisons à l’USOM, elle part pour une aventure de 2 saisons à Villeneuve d’Ascq en tant que première meneuse. Elle reviendra ensuite à l’USOM.
Fin avril 2013, elle confirme son arrivée à Montpellier où elle doit succéder, avec Virginie Brémont, à Edwige Lawson-Wade.
Avec Montpellier, elle remporte le premier titre de champion LFB du club en 2014.
Elle est engagée par le champion de France Bourges pour la saison LFB 2015-2016. Elle remporte la Coupe de France 2017 face à Charleville en inscrivant 6 points et 5 passes décisives.
En mars 2017, après deux saisons à Bourges, elle signe avec le club de Lyon repris par Tony Parker. En décembre, elle se rompt le ligament croisé antérieur du genou droit à la fin de la rencontre opposant son club à Montpellier, ce qui clôt sa saison.
Elle reste 5 ans à l'ASVEL et y gagne notamment notamment le Championnat de France 2018-19. Elle signe 8 points et 4,3 passes de moyenne lors de ses quatre premières saisons puis vit une cinquième saison avec des statistiques en baisse avec 3,2 points et 2,9 de moyenne à la fin de laquelle Lyon atteint la finale du championnat perdue contre Bourges. A l'issue de cette dernière saison, qu'Ingrid Tanqueray désigne comme la « pire » de sa carrière elle annonce son départ du club. Le 10 juin, les Flammes Carolo annoncent sa signature pour la saison 2022-2023.
À l’issue de cette saison, Ingrid met un terme à sa carrière professionnelle de basketball après 18 années passées au plus haut niveau, entre championnat de France, eurocup et Euroleague.

## Équipe de France
Elle figure dans la présélection de l'équipe de France pour l'Euro 2013. Souvent recalée pendant la préparation, elle fait ses grands débuts avec la sélection bleue qui dispute le championnat du monde 2014.
Présélectionnée pour l'Euro 2015, elle joue quelques matches amicaux mais n'est pas conservée dans la sélection finale.
Elle est présélectionnée en équipe de France pour le championnat d'Europe 2019, mais elle n'est pas retenue dans la sélection finale.

## Clubs
| Saisons    | Équipe                                  | Pays   |
| 2000-2004  | Ouistreham                              | France |
| 2004-2009  | USO Mondeville                          | France |
| 2009- 2011 | ESB Villeneuve-d'Ascq                   | France |
| 2011-2013  | USO Mondeville                          | France |
| 2013-2015  | Basket Lattes Montpellier Agglomération | France |
| 2015-2017  | Tango Bourges Basket                    | France |
| 2017-2022  | Lyon ASVEL                              | France |
| 2022-2023  | Flammes Carolo                          | France |

## Palmarès

### Sénior
- Champion de France : 2014[4] et 2019[9]
- Finaliste du Championnat de France : 2022[10]
- Coupe de France : 2015[17] et 2017[6]
- Match des champions : 2015[18] et 2019[19]
- Vainqueur de l'Eurocoupe : 2016[20].

### Jeune
- Médaillée de bronze au Mondial Espoirs en 2007
- Médaillée d'argent à l'Euro espoirs en 2008
- Médaillée de bronze à l'Euro Espoirs en 2007
- Championne de France Cadettes en 2005
- Vainqueur de la Coupe de France Cadettes en 2005